# José Pintos Saldanha
José Pintos Saldanha, vollständiger Name José Luis Pintos Saldanha, auch als José Pintos Saldaña geführt (* 25. März 1964 in Artigas) ist ein ehemaliger uruguayischer Fußballspieler.

## Karriere

### Verein
Der 1,70 Meter große, El Chango genannte Abwehrspieler Pintos Saldanha gehörte von 1984 bis 1994 zum Kader von Nacional. Mit den Bolsos siegte er bei der Copa Libertadores 1988, wobei er in beiden Finalpartien gegen die Newell’s Old Boys in der Startaufstellung stand. Beim anschließenden Weltpokal-Finalsieg am 11. Dezember 1988 in Tokio gegen die PSV Eindhoven wirkte er ebenfalls von Beginn an mit. Dort verschoss er im Elfmeterschießen seinen Strafstoß, was sich letztlich aber nicht negativ auswirkte. Nachdem er im Januar 1989 bereits beim 1:0-Hinspielsieg um die Recopa Sudamericana 1989 beim Anpfiff auf dem Platz stand und somit aktiv zum letztlich erfolgten Titelgewinn im Duell mit dem argentinischen Vertreter Racing Club beitrug, wurde er auch im Rückspiel des Finals um die Copa Interamericana 1989 von Beginn an eingesetzt. Nacional setzte sich im März 1989 auch dort gegen CD Olimpia durch. Später partizipierte er noch am Gewinn des uruguayischen Meistertitels des Jahres 1992. Insgesamt absolvierte er 401 Partien für die Montevideaner. Sowohl in Bezug auf die Anzahl der Spiele als auch die Jahre zusammenhängender Vereinszugehörigkeit gehört El Chango zu den Top 5 Nacionals in dieser Hinsicht. Mindestens in der Apertura 1995 spielte er anschließend noch für Progreso in der Primera División.

### Nationalmannschaft
Pintos Saldanha nahm mit der uruguayischen U-20-Auswahl an der U-20-Südamerikameisterschaft 1983 teil und wurde Vize-Südamerikameister. Im Verlaufe des Turniers wurde er von Trainer José Etchegoyen sechsmal (kein Tor) eingesetzt. Im selben Jahr erreichte er mit der Celeste das Viertelfinale bei der Junioren-Fußballweltmeisterschaft 1983.
Er war auch Mitglied der uruguayischen A-Nationalmannschaft und debütierte in der Celeste am 23. Juni 1987. Sein 12. und letztes Länderspiel absolvierte er am 7. Juli 1991. Ein Länderspieltor erzielte er nicht. In dieser Zeit nahm er an der Weltmeisterschaft 1990 teil, bei der er in den drei Gruppenspielen zwar nicht auflief, bei der Achtelfinalniederlage gegen Italien aber schließlich zum Einsatz kam. 1987 wurde er mit der Nationalelf Südamerikameister bei der Copa América in Argentinien. Auch gehörte er dem uruguayischen Aufgebot bei der Copa América 1989 an, die Uruguay als Zweitplatzierter beendete. Bei der Ausspielung des Turniers 1991 stand er ebenfalls im Aufgebot.

### Erfolge
- U-20-Vize-Südamerikameister: 1983
- Copa América: 1987
- Weltpokal: 1988
- Copa Libertadores: 1988
- Copa Interamericana: 1989
- Recopa Sudamericana: 1989
- Uruguayischer Meister: 1992